# На хубавия син Дунав
„На хубавия син Дунав“ (на немски: An der schönen blauen Donau) е валс на Йохан Щраус-син (op. 314), написан през 1866 г.
Той е сред най-известните класически музикални произведения. Възприеман е в някаква степен за неофициален химн на Австрия и традиционно се изпълнява на бис по време на Новогодишния концерт на Виенската филхармония в залата „Музикферайн“.
Първоначално е създаден за Виенското хорово дружество. Текста към музиката е написал поетът на дружеството Йозеф Вайл.
Премиерата се състои на 13 февруари 1867 г. в двореца „Думба“ и среща хладен прием сред виенската публика. След концерта Щраус казва: „По дяволите валса, но за кодата (края) ми е жал – бих искал тя да има успех“.
Щраус представя на Световното изложение в Париж същата година чисто инструментална версия на валса, където изпълнението постига огромен успех. Валсът е издаден в милионен тираж.
Повлиян от този валс, румънският композитор от сръбски произход Йосиф Иванович пише своя валс „Дунавски вълни“, също придобил популярност след Световното изложение от тази година.